# Amon-Rê
Amon-Rê est le dieu le plus important de la mythologie égyptienne. Malgré son nom, sa véritable forme est celle d'Amon. Il prend les titres d'Amon-Rê lorsqu'il est dans toute sa gloire. Son lieu de culte principal est dans la ville antique d'Ouaset, ou Louxor (Thèbes) mais surtout à Karnak, le temple le plus riche du pays. Son nom dépassa vite la ville et le pays l'adora. 
Amon le caché apparaît comme un dieu souverain. Certaines légendes racontent que par sa semence, il fertilisa le cosmos. Il avait la peau bleue car sa chair était constituée de lapis-lazuli, pierre magique par excellence. Sous la XVIIIe dynastie, il fut associé à Rê, dieu solaire d'Héliopolis.
Son oracle à Siwa, eut une popularité grandissante. Alexandre le Grand s'y rendit pour savoir s'il était le fils d'Amon. Le dieu était appelé par le Macédonien : Zeus, Zeus Ammon ou Ammon. L'oracle a failli périr par une armée envoyée par un roi perse (disparue dans le désert). 
Les temples nubiens sont souvent édifiés à la gloire d'Amon-Rê et il paraîtrait que le roi divin aurait été vénéré encore après le culte d'Isis, dans la même oasis sans doute.